# Château de Montpoupon
 (juillet 2016).
- Si vous ne connaissez pas le sujet, laissez ce bandeau (vous pouvez alors contacter les auteurs).
- Si vous supprimez le contenu mis en cause (vous pouvez préalablement contacter les auteurs),

argumentez précisément cette suppression dans la page de discussion
(un manque de référence n'est pas un argument ; une recherche réelle de référence doit avoir été effectuée, être formellement documentée).
 (juin 2016).
Le château de Montpoupon se situe en Indre-et-Loire, à l'est de Tours, à 10 km au sud de Montrichard et à quelques kilomètres du château de Chenonceau sur la route de Loches, dans une vallée, au cœur d'une forêt. Il dépend de la commune de Céré-la-Ronde. Il fait l’objet d’un classement au titre des monuments historiques depuis janvier 1966.

## Histoire

### Étymologie
Le promontoire rocheux sur lequel est construit le château de Montpoupon fut choisi par un clan germanique à l’époque de Charlemagne, les Poppo. L'étymologie du nom est directement liée à ce clan[réf. nécessaire] : Mons Poppo (la colline du clan Popponide), deviendra au rythme de l'évolution du langage "Mons Popeo", "Mont poupon" et enfin "Montpoupon".
L’abbé Meunier, linguiste qui fit de longs séjours au château de Montpoupon et écrivit une histoire étymologique du nom de Montpoupon, fait remonter ce nom au IXe ou Xe siècle d’après sa composition qui indique une origine gallo-germanique. Ce mot étant formé du substantif commun Mont, auquel s’ajoute le nom du fondateur Poupon, nom propre germain. On trouve "Poppo" dans la liste des noms d’hommes germains. Ce nom de lieu accolé à un nom germain indique bien qu’une habitation devait s’élever à cet endroit.

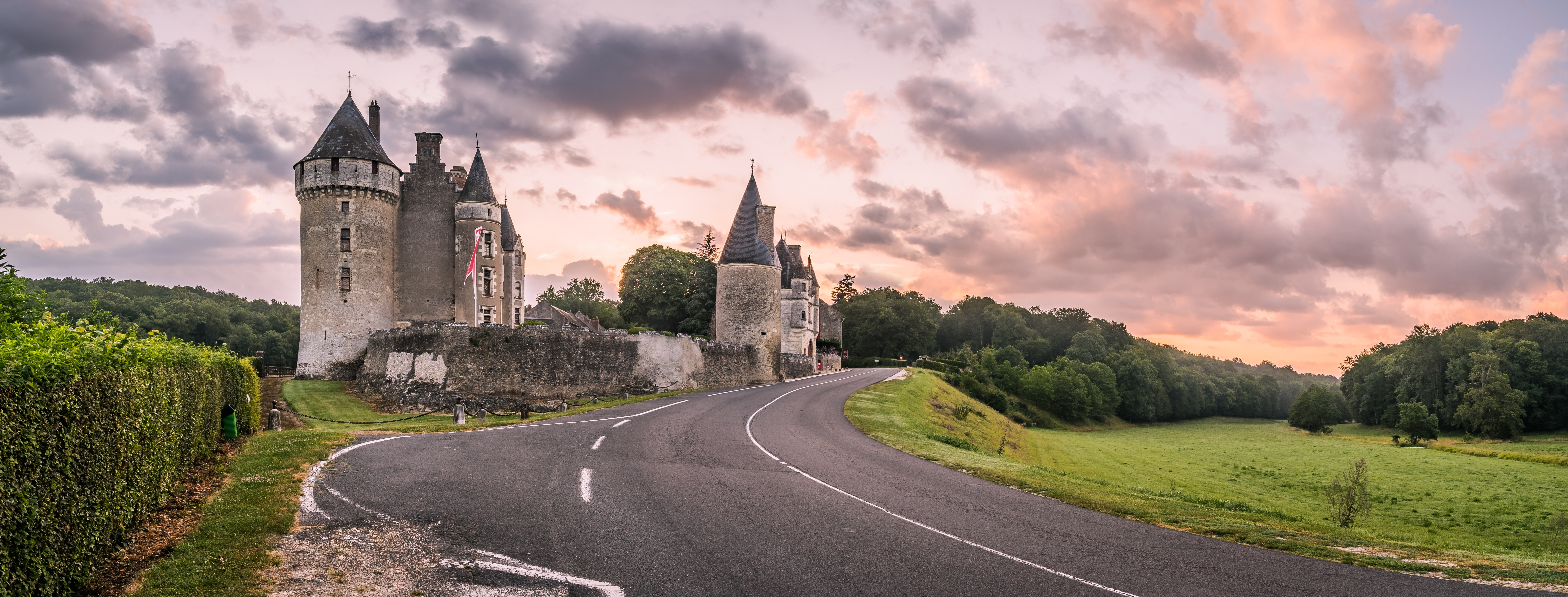
Le château de Montpoupon vue générale. Juillet 2018.

### Le Moyen Âge à Montpoupon

#### Foulques Nerra et Eudes de Blois
Au Moyen Âge, le château fut une place forte stratégique puisque situé à mi-chemin entre Loches (aux mains de Foulques Nerra) et Montrichard (appartenant à Eudes de Blois). Il sera ainsi le spectateur muet des luttes opposant les deux hommes.
Foulques Nerra, comte d’Anjou, dit le Faucon noir, fut l'une des plus grandes figures militaires du Moyen Âge. Il possédait sur la Loire, une partie de la seigneurie d’Amboise, château et ville compris. Il s’empara également de nombreuses forteresses : Semblançay, Langeais, Montbazon… Il passa la plus grande partie de sa vie à faire la guerre à ses voisins et plus particulièrement Eudes Ier, comte de Blois, qui possédait les villes de Montrichard, Saint-Aignan, Chinon, Saumur…
Foulques Nerra, parti en Terre sainte en expiation de ses actes de cruauté, vit ses terres ravagées par le comte de Blois. À son retour, il décida de mener une lutte en direction de Montrichard et d’y construire une puissante forteresse. Il surveillait ainsi les communications de la vallée du Cher et la route de Blois à Loches. La position du château de Montpoupon sur cette voie d’Aquitaine le désignait tout naturellement à Foulques Nerra comme point stratégique pour relier ses deux importantes places fortes de Loches et de Montrichard.
Au retour de son second pèlerinage, en 1012, il décida de porter la guerre sur les territoires de ses ennemis et de reprendre son château de Montrichard. Il rencontra l’armée du comte d’Anjou à la bataille de Pontlevoy en 1016, faisant 6 000 tués ou prisonniers. Par cette victoire, Foulques Nerra consolida ses possessions.
Foulques Nerra partit ensuite en Terre sainte pour la troisième fois. Il mourut à son retour en 1040. Sans nul doute, il contribua à l’édification d’une place forte à Montpoupon. Le soubassement de la grosse tour en est certainement le témoignage. Lors de travaux entrepris en 1920 au château, des fondations de cet ancien château furent découvertes avec un corps de logis de forme rectangulaire flanqué sur la façade nord de deux demi-tours rondes qui servaient à la défense. Il était construit à pic sur le rocher.

#### La maison d'Amboise
La Maison d’Amboise, à laquelle se rattachent les seigneurs de Montpoupon au cours des siècles, eut pour fondateur Hémon ou Aymon de Buzançais (dans l’Indre). Charles le Chauve donna à Aymon de Buzançais vers 840, le bourg d’Amboise. Lisois de Bazogers (XIe siècle)  épousa Hersende de Buzançais et sera récompensé pour sa bravoure par Foulques Nerra en gouvernant la place d’Amboise, fondant ainsi cette puissante famille.
Montpoupon releva dès lors de la maison d’Amboise.
En 1151, Henri II Plantagenêt, futur roi d’Angleterre, prit possession de l’Anjou, de la Touraine et du Maine. Ayant épousé Aliénor d'Aquitaine, il devint maître de toute la France occidentale avec un territoire aussi grand que celui du roi de France.
Hugues II d’Amboise, suzerain de Montpoupon prit le parti d’Henri II Plantagenêt qui fut proclamé roi d’Angleterre en 1154, provoquant de nombreux conflits avec les seigneurs voisins ayant fait allégeance au roi de France Louis VII. 
De nombreuses luttes éclatèrent ensuite entre Richard Cœur de Lion, successeur au trône d'Angleterre et Philippe II Auguste, roi de France. Montrichard sera reprise par l’armée de Philippe Auguste après un siège de deux mois et probablement Montpoupon qui se trouvait dans son passage. Les deux rois finirent tout de même par s'allier et se rendre leurs places fortes avant de partir ensemble en Terre Sainte. 
Jean sans Terre, profitant de l’absence de son frère Richard, essaya d’usurper la couronne d’Angleterre et ses possessions tourangelles dont Loches. Sulpice III d’Amboise, fils d’Hugues II d’Amboise, abandonna le parti du roi d’Angleterre. Jean sans Terre s’empara de la couronne d’Angleterre à la mort de son frère en 1199 au détriment de son neveu Arthur assassiné, provoquant la colère des seigneurs. Philippe Auguste assiégea Tours en 1204 et toute la Touraine fut annexée à la couronne de France en 1205. 
Les conflits avec les Anglais s’éternisèrent pendant de longues années, dévastant les rives du Cher et les pays avoisinants. Montpoupon resta une place forte d'importance, malheureusement aucun document indiquant les noms des gouverneurs ou capitaines ayant la garde du château à cette époque n'est connu. 
La maison d’Amboise fut plus intimement liée aux seigneurs de Montpoupon avec le mariage de Madeleine d’Amboise-Chaumont, sœur de Pierre, avec Antoine de Prie en 1431.

### La famille de Prie
La maison de Prie, seigneurs de Buzançais dans l’Indre, possédait un donjon en partie démoli aujourd’hui. Philippe Auguste s’en empara plusieurs fois. La première lignée de seigneurs de Montpoupon connu se fera en 1328 avec Philippe de Prie. Aucun document ne nous indique comment Philippe de Prie devint seigneur de Montpoupon. Les de Prie étaient-ils seigneurs ou gouverneurs de Montpoupon avant Philippe de Prie ? Nous l’ignorons et rien ne nous dit non plus quels furent exactement les seigneurs de Montpoupon, successeurs de Philipe de Prie jusqu’à son arrière petit-fils, Antoine de Prie.
Antoine de Prie, Seigneur de Buzançais et de Montpoupon, entra très tôt au service du roi de France. Il prit notamment part au siège d’Orléans avec Jeanne d’Arc. Conseiller du roi Charles VII (au service de la chambre du roi), il sera nommé Grand Queux de France (chargé de superviser la cuisine) en 1431 et premier baron de Touraine. 
À partir de 1450, Antoine de Prie et sa femme relevèrent le château de Montpoupon ayant été presque entièrement détruit durant la Guerre de Cent Ans. Ils édifièrent sur ce qui restait de l'ancien corps de logis une demeure de première Renaissance tourangelle très confortable, que l'on peut encore voir aujourd'hui. Les murs de la façade nord étaient encore debout. Antoine de Prie les renforça, ouvrit des fenêtres et fit boucher d’autres ouvertures sur la façade sud qui se terminaient par deux tourelles d’angle en encorbellement. Au milieu de la façade sud, dans une tour carrée aujourd’hui disparue se trouvait un escalier à vis. Sous chaque tourelle partait un mur d’enceinte, remplaçant les courtines militaires du XIIe siècle rejoignant d’un côté la tour isolée et de l’autre l’ancienne poterne. Entre celle-ci et la tour isolée, s’élevait la chapelle dont quelques fragments de fresques ont été retrouvés. Plusieurs d’entre eux sont encore visibles dans la chapelle aménagée au XIXe siècle. On y retrouve des scènes de la Passion du Christ et les armes de la famille de Prie. Il ne subsiste rien de cette chapelle qui fut démolie sous la révolution. 
Louis de Prie, leur fils, hérita du domaine vers 1490. Il reprit la charge de son père et fut le dernier Grand Queux de France. Ses enfants mourant assez jeunes et sans héritier, ce fut Aymar de Prie (3e fils d’Antoine de Prie et Madeleine d’Amboise) qui devint seigneur de Montpoupon en 1527.
Aymar de Prie, conseiller du roi Charles VIII, accompagna le roi à la conquête du royaume de Naples en 1495. Inspiré par le goût de la construction observée lors de ses voyages en Italie, il se consacra à embellir sa demeure et fit bâtir la poterne que nous voyons aujourd’hui, probablement à la place d’une ancienne poterne avec pont levis. Cette construction élégante à deux étages avec des tourelles et une grande porte à l’architecture brisée, est un des bijoux de la Renaissance.
Confirmé dans son rang de conseiller du roi par François Ier, Aymar de Prie jouissait alors de la faveur du roi. Il est fort probable que François Ier vint à Montpoupon et occupa la chambre du roi. Les poutres peintes de la chambre ont été réalisées par des ouvriers italiens.
En 1523, Aymar de Prie obtint la charge de Grand Maître des Arbalétriers, l’une des plus importantes de la Couronne. Le Grand Maître des Arbalétriers « avait le commandement de tous les gens de pied et avait l’intendance sur les officiers qui avaient la charge de la machine de guerre avant l’invention de la poudre et de l’artillerie». Cette fonction fut supprimée à la mort d’Aymar de Prie, son importance ayant été très diminuée par la nomination d’un Grand Maître de l’artillerie et d’un Colonel Général d’Infanterie.
Dans ces dernières années Aymar de Prie fut entraîné dans la rébellion du Connétable de Bourbon et emprisonné. Grâce à l’indulgence de Louise de Savoie (mère de François Ier), il fut mis en liberté en 1525.
De sa première femme, Claude de Choiseul, Aymar de Prie eut deux filles, dont Renée de Prie qui sera dame d’Honneur de Claude de France, fille de Louis XII et femme de François Ier. Il aura également 3 enfants de son second mariage, dont Edme de Prie qui lui succéda à Montpoupon. Aymar de Prie mourut vers 1527. 

#### Les dames de Prie
Aymar II de Prie (arrière-petit-fils d'Aymar Ier de Prie) épousa Louise de Hautemer, fille du maréchal de Fervaques (vers 1538-1613). Très violent, il aurait, selon les légendes, tué d'un coup d'arquebuse un homme qui travaillait dans les mâchicoulis de la grosse tour parce qu’il ne descendait pas assez vite à son appel. De même étant un jour arrivé en retard à la messe, il aurait tué le prêtre devant l’autel de la chapelle de Montpoupon parce qu’il ne l’avait pas attendu pour commencer l'office. On rapporte également que dans la chambre de Prie, sa femme Louise de Hautemer aurait été enfermée par celui-ci, ayant été jugée infidèle. 
Louis de Prie succéda à son père Aymar II et épousa Françoise de Saint-Gelais (-Lusignan). Ils eurent deux filles : Charlotte et Louise. Succédant à sa mère dans la charge de gouvernante de Louis XIII, Françoise de Saint-Gelais Lusignan devint Dame d'Honneur d'Anne d'Autriche en 1642. À sa mort en 1673, la maison de Prie s'éteignit avec elle. 
Sa fille Louise fut très remarquée à Paris où elle épousa en 1650 le Maréchal de France Philippe de La Mothe-Houdancourt. Celui-ci mourut en 1657 laissant son épouse veuve à 34 ans, avec peu de fortune. La maréchale de la Motte était alors peu connue à la cour. Elle passa les premières années de son veuvage à la campagne. En 1664, Madame de Montpensier qui ne pouvait assumer les deux charges de Dame d’Honneur de la reine et de Gouvernante de Monseigneur, offrit la charge de Gouvernante de Monseigneur, fils de Louis XIV à la maréchale de la Motte-Houdancourt. Elle eut ces mots « La Maréchale de la Motte est une femme de bonne mine… Elle tient une bonne table et fait honneur à la cour, tout le monde en fut bien aise »,,
Louise de Prie fut Gouvernante des enfants royaux sous Louis XIV et surintendante de leur Maison. Pour ces derniers, sa fille Charlotte-Éléonore-Madeleine duchesse de Ventadour, lui succédera : une charge qui se transmettra pendant trois générations. 
Héritant du château de Montpoupon à la mort de sa mère Françoise de St-Gelais, Louise de la Motte-Houdancourt délaissa la propriété, sa charge la retenant à la cour. Le domaine sera alors affermé à un fermier général qui habita le château, Louis Debunon. Décédée en 1709, la maréchale légua le domaine de Montpoupon a sa troisième fille, Isabelle Gabrielle de la Motte-Houdancourt, épouse d'Henry-François duc de la Ferté-Senneterre. Les deux époux furent en procès pendant de longues années, leur mésentente était complète et ils ne se voyaient guère. La duchesse de La Ferté passait sa vie à la cour où elle avait une grande situation. C'est Françoise-Charlotte de la Ferté, leur deuxième fille, qui hérita de la seigneurie de Montpoupon. Elle passa ensuite au fils de cette-dernière, Philippe-Louis Thibault de La Carte, marquis de la Ferté-Senneterre. En 1763, faute de moyens pour entretenir le domaine, la vente fut décidée. Le marquis de Tristan acquit Montpoupon pour la somme de 60 000 livres,.

### Le marquis de Tristan
La Maison de Tristan est d’extraction illustre (?). Elle reconnaît pour auteur Charles Tristan, chevalier, seigneurs d’Ostel, baron de Talcy qui vivait au XIIe siècle (?),. Les Tristan occupèrent de hautes fonctions et de grandes charges. 
Nicolas Tristan vendit la terre de Houssoye en Beauvaisis (-le-Farcy, à Troissereux) pour acheter les seigneuries de Montpoupon et de Luzillé. Il avait été lieutenant, puis capitaine d’une compagnie d’infanterie au régiment de Richelieu. Il avait épousé en février 1732, Marguerite Judith des Champs. Dès son acquisition de Montpoupon, il résilia le bail du fermier général Claude Defrance et commença aussitôt des travaux dans le château pour lui redonner sa splendeur d'antan. Ce dernier était en très mauvais état à cause de l’abandon dans lequel il avait été laissé pendant de longues années, habité seulement par les fermiers généraux depuis la mort de Françoise de Saint-Gelais Lusignan en 1653. Il ne put mener à bien les travaux, décédant en 1765. Son fils aîné, Nicolas-Marie Tristan, hérita du château de Montpoupon. 
Nicolas-Marie Tristan (1733-1820), dit le marquis de Tristan, seigneur de Montpoupon, Luzillé et autres lieux environnants, naquit le 30 août 1733. Il fut chevalier de l’ordre Royal de Saint-Louis, fit la campagne d’Italie de 1747-1748 et prit part à la guerre de Sept Ans. À la mort de son père en 1765, il n’accepta sa succession que sous bénéfice d’inventaire, la substitution mise sur les biens du marquis et de la marquise de la Ferté-Senneterre lui ayant donné des craintes quant à la validité de la vente effectuée en 1763. Cette vente fut ratifiée en 1772, par le marquis et la marquise de la Ferté. 
Le marquis de Tristan se fixa à Orléans en 1771 mais il vint constamment à Montpoupon et fit faire diverses réparations. Il recouvrit les poutres des chambres de plafonds blancs en plâtre, agrandit les portes, détruisit la tour carrée de la façade du Midi dans laquelle se trouvait l’escalier à vis qui montait aux étages et construisit un escalier en bois et briques à l’endroit où se trouve aujourd'hui l’escalier en pierre. Il créa également les couloirs dans les étages. Pour les extérieurs, il envisagea la création d'un parterre à la française devant la façade nord du château, parterre qu’il n’exécuta que partiellement, très probablement à cause des troubles de la Révolution. C’est ainsi qu’il créa la demi lune que nous voyons actuellement et la forme géométrique du canal de la fontaine avec un pont central qui fut détruit plus tard. Les plans de ce jardin furent retrouvés en 2008. 
Le château de Montpoupon traversa l’époque révolutionnaire sans trop souffrir. Seule la chapelle, située entre la poterne et la tour isolée, fut entièrement détruite par les Jacobins de Francueil. Les pierres provenant de la démolition de cet édifice restèrent longtemps sur place et quelques-unes servirent aux réparations du château. Dans les embrasures de fenêtres sud de la salle à manger et de la salle d’Amboise furent trouvées, en 1919, des pierres portant des peintures très anciennes représentant la Passion du Christ et les armes de Prie. 
Nicolas-Marie de Tristan mourut à Orléans le 07 août 1820 à l’âge de 87 ans. Sa veuve Marie-Thérèse-Pauline Bigot de Cherelles conserva la terre de Montpoupon jusqu’à sa mort en 1830. Au partage des biens en 1831, ce fut la fille aînée du couple, Marie-Josèphe-Sophie (de) Tristan, marquise de la Touanne par son mariage avec Pierre-Sébastien-Irénée Bigot de La Touanne, qui hérita de Montpoupon. La superficie du domaine avait été bien diminuée et ne comprenait plus que 486 hectares. Seuls quelques courts séjours à Montpoupon furent effectués par le marquis et la marquise de La Touanne, ils passaient la plus grande partie de l’année au château de l’Emérillon et à Orléans. Pourtant ils restèrent très attachés à la terre de Montpoupon. En 1834, le changement du tracé de la route allant de Montrichard à Loches fut discuté. Un premier projet faisait passer cette nouvelle route au pied de la grosse tour et près de la fontaine du côté Nord du château. Le comte de la Touane s'opposa formellement à ce projet et préféra accepter celui qui faisait passer la route devant la poterne du château.
À la mort du marquis en 1834, ses héritiers, n'ayant pas pour Montpoupon le même attachement, décidèrent de vendre le domaine. Le 02 mars 1836, la vente fut effectuée au profit de Monsieur Benoît-Elisabeth-Lancelot Garnier de Farville pour la somme de 180 000 francs.

### Monsieur de Farville
La famille de Farville était originaire du pays Chartrain en Beauce. Lancelot Garnier de Farville avait été officier au bataillon du Royal Auvergne, il avait épousé Adélaïde-Cécile Miron de la Motte et habitait au château de Mareau-aux-Près dans le Loiret. Le couple avait trois enfants, un fils mort à l’école de Saint-Cyr et deux filles. 
Dans l’inventaire fait en 1836 après l'achat du château, on trouve de nombreux meubles et tableaux, ce qui semble indiquer qu'une partie du mobilier de la famille Tristan fut acheté par Monsieur de Farville. Ce fut le cas notamment pour les tapisseries de Beauvais que l'on peut voir aujourd'hui dans le château ou encore le mobilier Louis XVI estampillé Jacob du salon.
Monsieur de Farville s’employa à faire de Montpoupon une propriété de rapport en développant les cultures, moulins et métairies. Il exploita lui-même certaines de ses terres et fit agrandir les communs du château en 1840 pour leur donner l'aspect qu'on leur connaît de nos jours. 
Monsieur et Madame de Farville firent plusieurs dons à l’église de Céré-la-Ronde en 1840 et obtinrent, en 1843, la concession de la chapelle dite de Saint-Étienne, à droite du chœur. Ils donnèrent à l’église l’autel et la balustrade qui sont encore dans cette chapelle.
Vers la fin de sa vie, en 1855, Monsieur de Farville loua à bail la ferme principale de Montpoupon attenante au château et installée dans les communs actuels. Il mourut  à Orléans le 5 février 1856. Sa veuve et ses héritiers vendirent le 1er avril 1857, la terre de Montpoupon avec toutes ses dépendances d’une contenance de cinq cents hectares à Monsieur Jean-Baptiste-Léon de La Motte Saint-Pierre, pour la somme de 314 000 francs.

### La famille la Motte Saint-Pierre
Jean-Baptiste de la Motte Saint-Pierre naquit le 14 décembre 1806 à Beauvais. Propriétaire du château familial d'Argy, il fut maire de la commune. Malheureusement, des charges trop lourdes, des prêts hypothécaires et de mauvaises récoltes rendirent sa situation financière difficile. Il se décida à contre-cœur à revendre la propriété d'Argy acquise en 1828. Après plusieurs années une société belge en fit l'acquisition, en 1855.
En remploi partiel de l'argent de la vente, Jean-Baptiste-Léon de la Motte Saint-Pierre acheta le château de Montpoupon le 1er avril 1857 et vint s'y installer avec son épouse Clémentine. Ils commencèrent immédiatement les travaux afin de redonner au château l'aspect Renaissance qu'on lui connaît aujourd'hui : installation de meneaux, d'un escalier en pierre… Ayant également à cœur de développer le domaine, Jean-Baptiste-Léon de la Motte Saint-Pierre décida d'exploiter lui-même ses terres. Il le fit avec peu de succès et abandonna rapidement cette tâche à son fils aîné Émile. Ce dernier devint propriétaire de Montpoupon à la mort de son père en 1872. 
Émile-Léon de la Motte Saint-Pierre était né le 18 mars 1838 au château d'Argy. Il fit ses études à Paris et fut admis à l'école des Eaux et Forêts en 1857. Devenu garde général des Eaux et Forêts en Béarn, en Gascogne, puis à Vierzon, il se mit en disponibilité et s'installa avec sa femme Laure-Gabrielle à Montpoupon en 1868. Dès leur arrivée au château, le couple fit des travaux afin de rendre confortable et d'embellir leur demeure : une chapelle fut aménagée au deuxième étage de la poterne, la cuisine trouva sa place au sous-sol, une tour fut érigée et la toiture fut entièrement refaite. Par sa formation, Émile-Léon de la Motte Saint-Pierre accorda une grande importance au domaine qu'il agrandit par des acquisitions successives. Il aménagea et repeupla les bois en sapins, chênes et bouleaux. Il reçut pour cela un prix d'honneur de la Société d'agriculture et de sylviculture. 
Émile Léon de la Motte Saint-Pierre se consacra également au village de Céré-la-Ronde duquel dépend le château. Il devint maire en 1874 et se dévoua à la commune pendant 36 ans. 
Enfin, en 1873, il fonda, avec l'aide de ses voisins, l'Équipage de  Montpoupon. On commença par chasser le chevreuil, puis plus tard le cerf. 
À sa mort, le 10 mai 1912, son troisième fils Bernard hérita de la terre de Montpoupon, ses deux autres garçons ayant renoncé au domaine. 
Bernard Charles Marie de la Motte Saint-Pierre, troisième fils d'Émile et de Laure Gabrielle de la Motte Saint-Pierre, vit le jour le 28 aout 1875 au château de Montpoupon. Il fut ondoyé dans la chapelle du château au lendemain de sa naissance. Il fut élevé entre Montpoupon et Paris. Engagé dans des études militaires, il intégra le 6e Dragons d'Évreux et fut très vite nommé sous-officier. Il épousa, en 1911, Thérèse Béeche é Irarrazaval d'origine chilienne mais élevée en France. Le 2 août 1914, Bernard de la Motte Saint-Pierre partit rejoindre son nouveau régiment, le 25° Dragons d'Angers. Blessé, il sera nommé capitaine du 13e Dragons lors de son retour sur le front en 1918 et jusqu'à sa démobilisation en mars 1919. 
Pendant la guerre, Thérèse de la Motte Saint-Pierre géra le domaine de Montpoupon. Elle donna le jour à son unique fille, Solange, le 21 septembre 1918. 
Dès son retour de la guerre, Bernard de la Motte Saint-Pierre entrepris de grands travaux de modernisation au château : installation de l'électricité, de l'eau courante et du chauffage central. Ses travaux permirent aux châtelains de découvrir certains éléments du château comme les poutres peintes qui avaient été cachées par de faux-plafonds. Bernard de la Motte Saint-Pierre s'attacha également à supprimer les enclaves qui existaient sur le domaine, par échanges ou par achats.
Durant la Seconde Guerre mondiale, le château fut occupé quinze jours par un bataillon autrichien puis allemand. Prévenus de l'arrivée des troupes ennemies, Monsieur et Madame de la Motte Saint-Pierre firent placer leurs biens les plus précieux dans les oubliettes de la tour du XIIIe siècle. Les châtelains ne quittèrent pas le château lors du séjour des militaires. La ligne de démarcation (le Cher) ayant été fixée le 22 juin 1940, les soldats se retirèrent sans causer de dégâts. 
Le 3 août 1944, le marquis de Coz, prétendu noble qui semait la terreur dans la région, fit irruption dans la cour du château et prit en otage Bernard de la Motte Saint-Pierre et sa fille. Madame de la Motte Saint-Pierre ne voulant pas les abandonner, ils furent tous trois emmenés en forêt de Brouard, à Châteauvieux et Orbigny au sud-ouest de Saint-Aignan-sur-Cher. Libérés grâce à une rançon et à l'intervention de membres de la Résistance, la famille la Motte Saint-Pierre quitta quelque temps Montpoupon après cet épisode éprouvant.
Après la guerre, la vie reprit son cours à Montpoupon et avec elle les chasses à courre. Bernard de la Motte Saint-Pierre, fatigué, décida de mettre bas son équipage le 2 avril 1949. Dès 1951, il mit sa fille Solange au courant des affaires du domaine. Il mourut à Montpoupon le 6 juillet 1956. 
Solange de la Motte Saint-Pierre, fille de Bernard et Thérèse de la Motte Saint-Pierre, naquit au château de Montpoupon le 21 septembre 1918. Deux chambres lui furent aménagées au troisième étage du château : l'une pour Solange et l'autre pour sa nurse qui servait également de chambre d'études. Une institutrice vint à Montpoupon dès le quatrième anniversaire de Solange de la Motte Saint-Pierre. À 7 ans, Solange partit suivre des cours à Paris, à l'école des Oiseaux. Elle obtint son baccalauréat en 1936 et sa licence de droit en 1939. Elle intégra ensuite l'École du Louvre.
Après la guerre, elle commença à prendre en main les affaires de Montpoupon et hérita du domaine à la mort de son père, sa mère ayant renoncé à l'usufruit. Elle ouvrit le château au public en 1971. Étaient alors accessibles la chapelle, la bibliothèque et une salle au niveau des communs rassemblant les souvenirs de l'équipage Montpoupon et les voitures hippomobiles de la famille. Étant très impliquée dans la vie locale, Solange de la Motte Saint-Pierre fut à l'origine de la création de la Chambre d'Agriculture de Touraine, des Gîtes du 37, mais aussi de la Route des Dames de Touraine.
Dès les années 1990, Solange de la Motte Saint-Pierre associe à la gestion du château son petit-neveu, le comte Amaury de Louvencourt. Il crée en 1995 le Musée du Veneur, dans les communs du château, et devient propriétaire du domaine au décès de sa grand-tante en 2005. De nombreuses pièces du château sont ouvertes à la visite au fil des années. Aujourd'hui, les visiteurs ont accès à onze pièces meublées, la trentaine de salles du musée, et une balade dans le parc .
Le château de Montpoupon et ses dépendances ont été inscrits Monument historique le 1er mai 1930 puis une partie, les façades et les toitures du châtelet et de la tour dite Le Donjon, ont été classés le 28 janvier 1966.

## Chronologie simplifiée
IXe siècle : Installation d'un clan germanique, les Poppo 
Xe siècle : Construction d'un château féodal sous Foulques Nerra 
XIIIe siècle : Construction du château fort 
XIVe siècle : Destruction partielle du château durant la Guerre de Cent Ans
1460 : Construction du château actuel par Antoine de Prie sur les ruines de précédentes constructions 
1520 : Construction de la poterne 
1763 : Achat du château par le marquis de Tristan 
1792 : Destruction de la chapelle durant la Révolution Française 
1836 : Achat du château par M. Garnier de Farville 
1840 : Construction des communs 
1857 : Achat du château par M. Jean-Baptiste Léon de la Motte Saint-Pierre 
1860 : Construction de la tourelle d'angle à gauche du château 
1905 : Construction de la tour carrée à droite du château 
1971 : Ouverture du château au public 
1995 : Ouverture du Musée du Veneur 
2005 : Les Louvencourt succèdent aux la Motte Saint-Pierre 
2009 : Ouverture de la promenade forestière 
2016 : Ouverture des Appartements privés 

## Les intérieurs du château

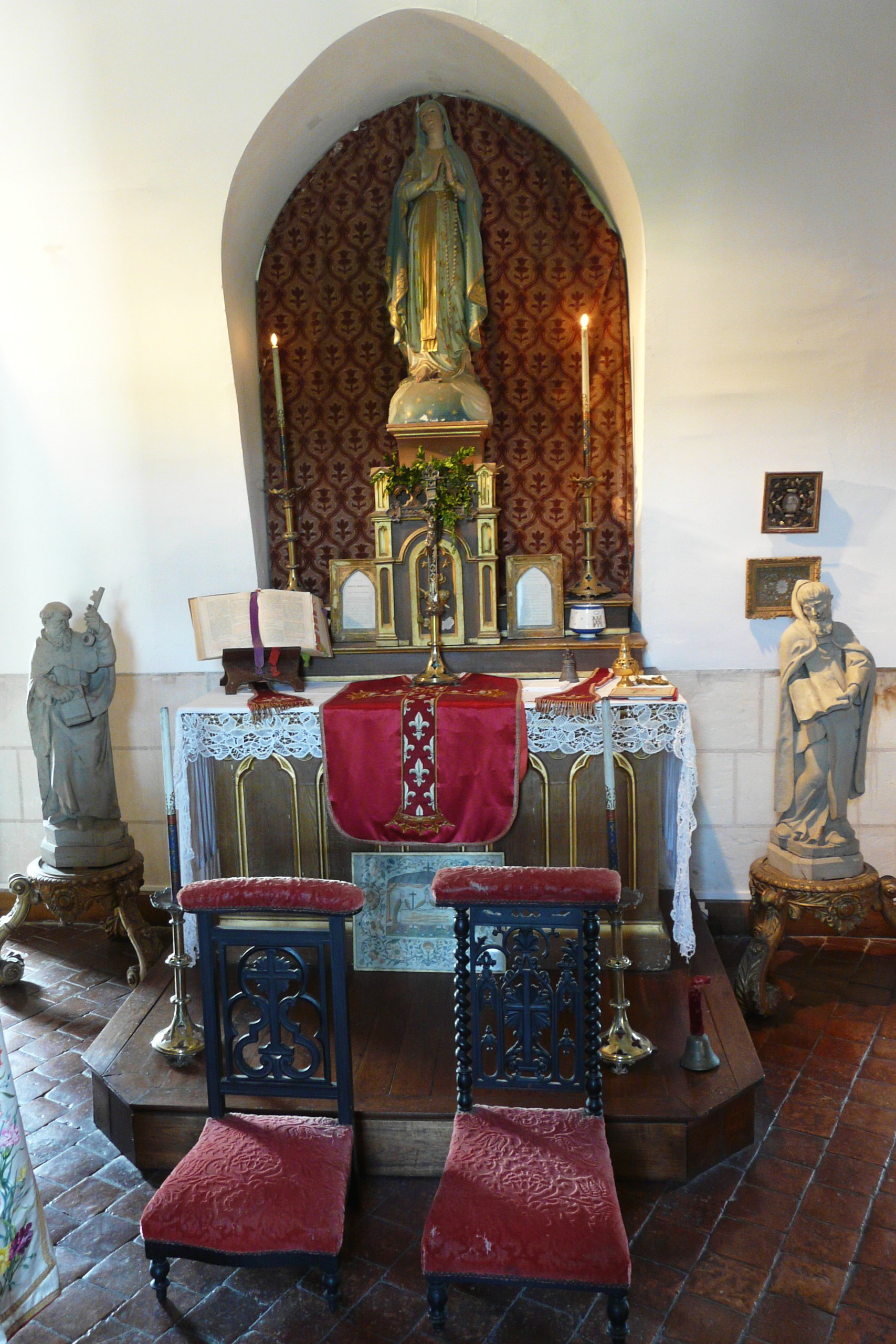
La chapelle, château de Montpoupon
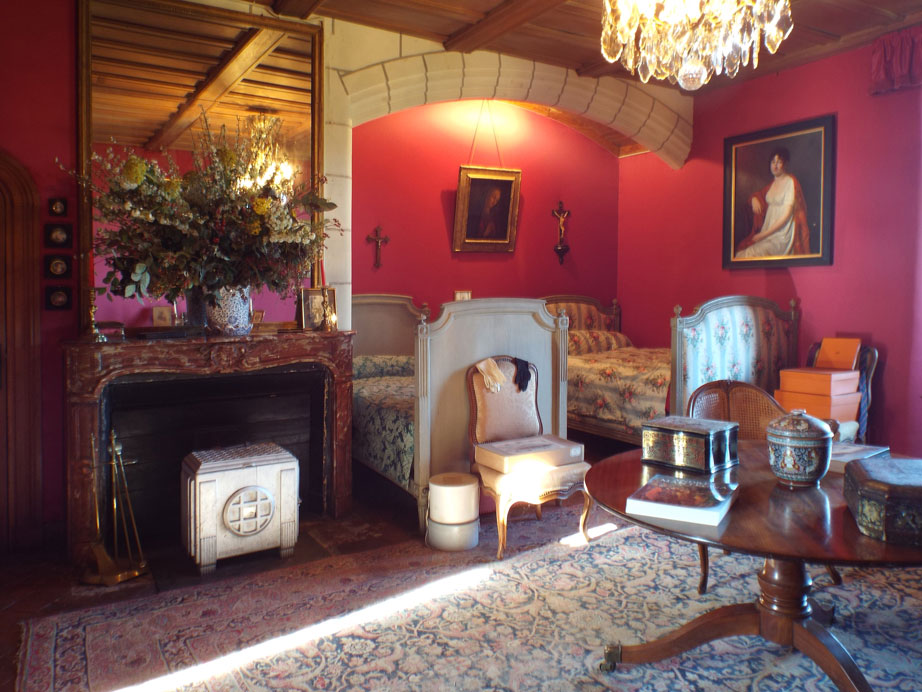
Chambre de Madame, château de Montpoupon
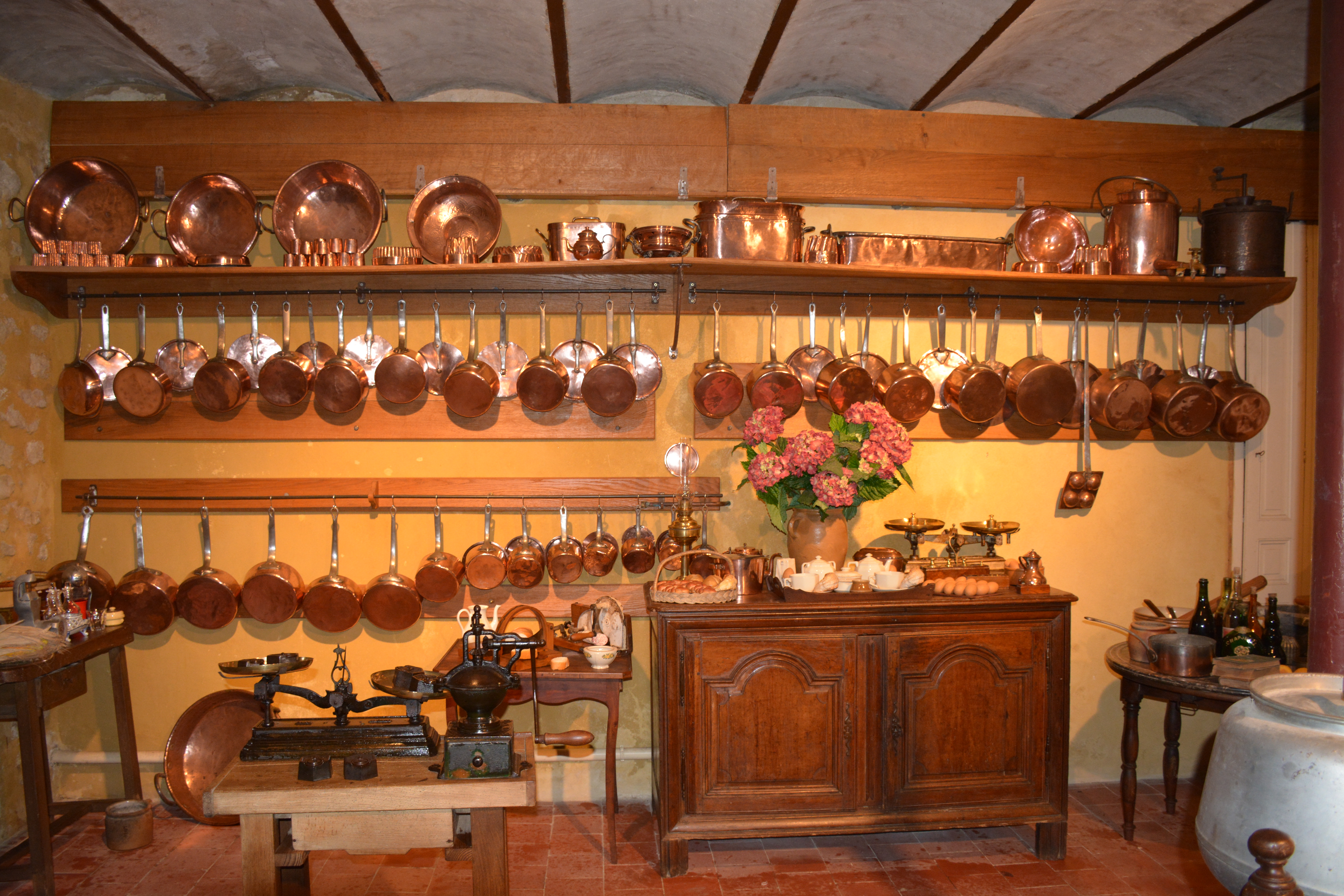
Cuisine du Château de Montpoupon
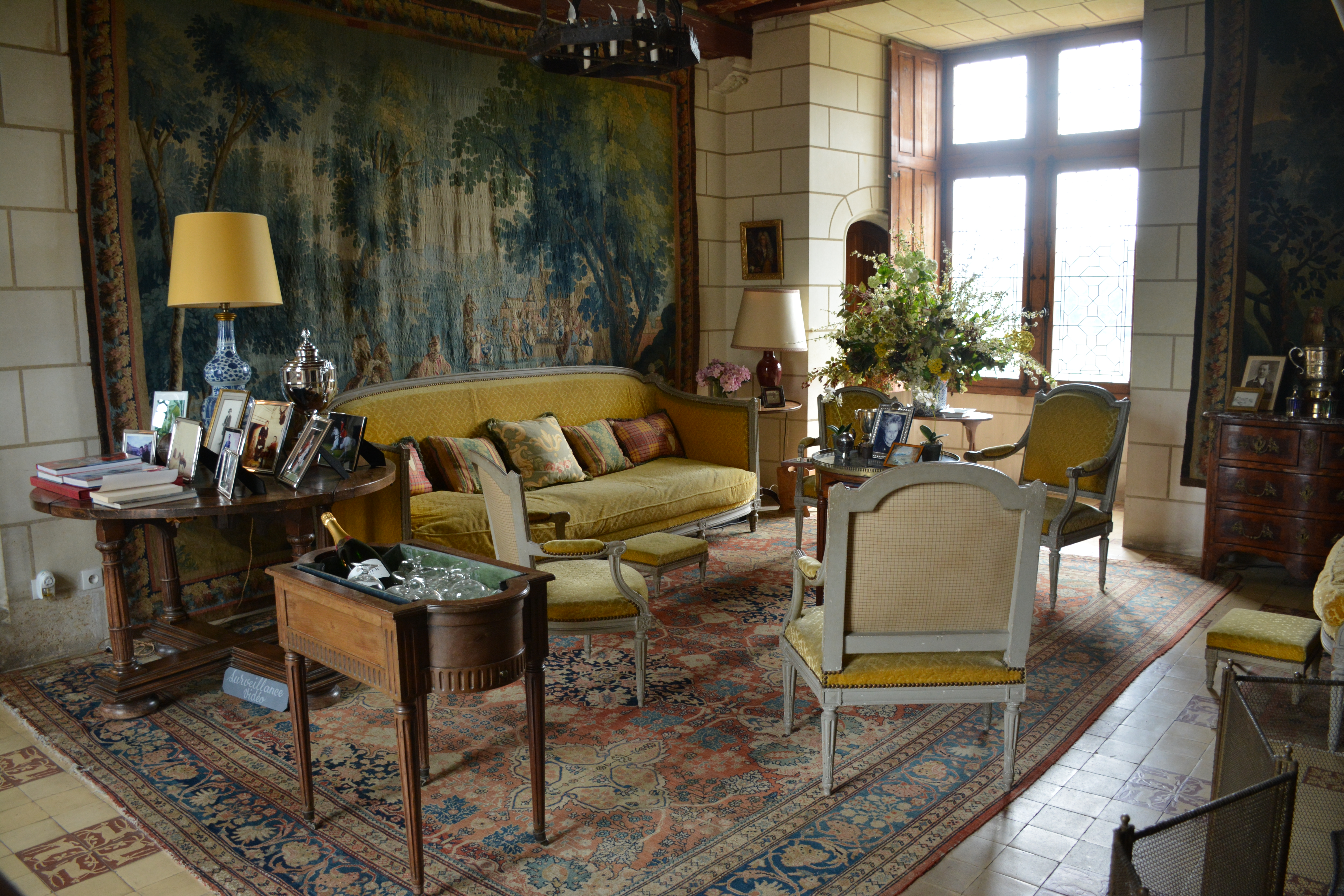
Salle Amboise, château de Montpoupon
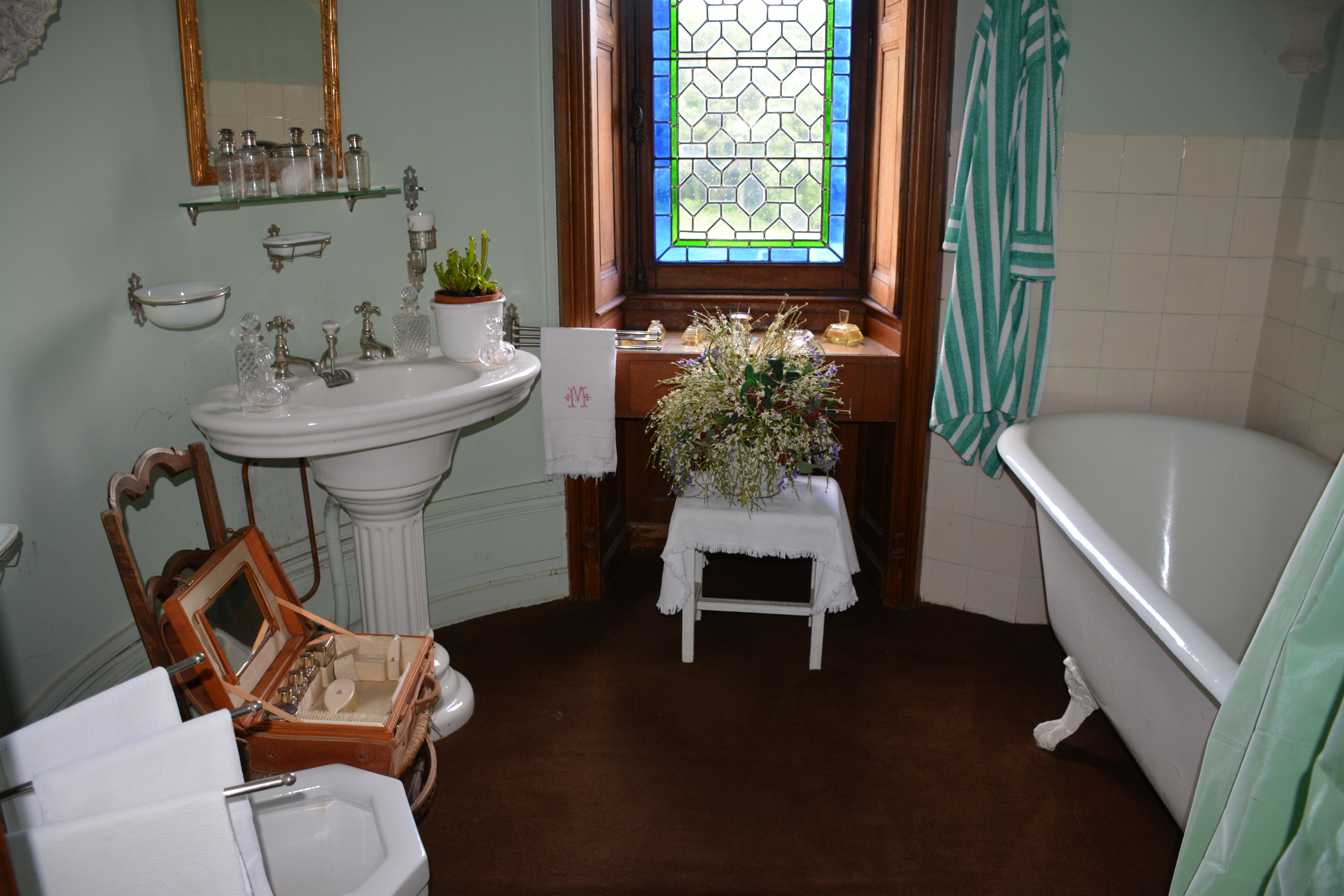
Salle de bain du château de Montpoupon
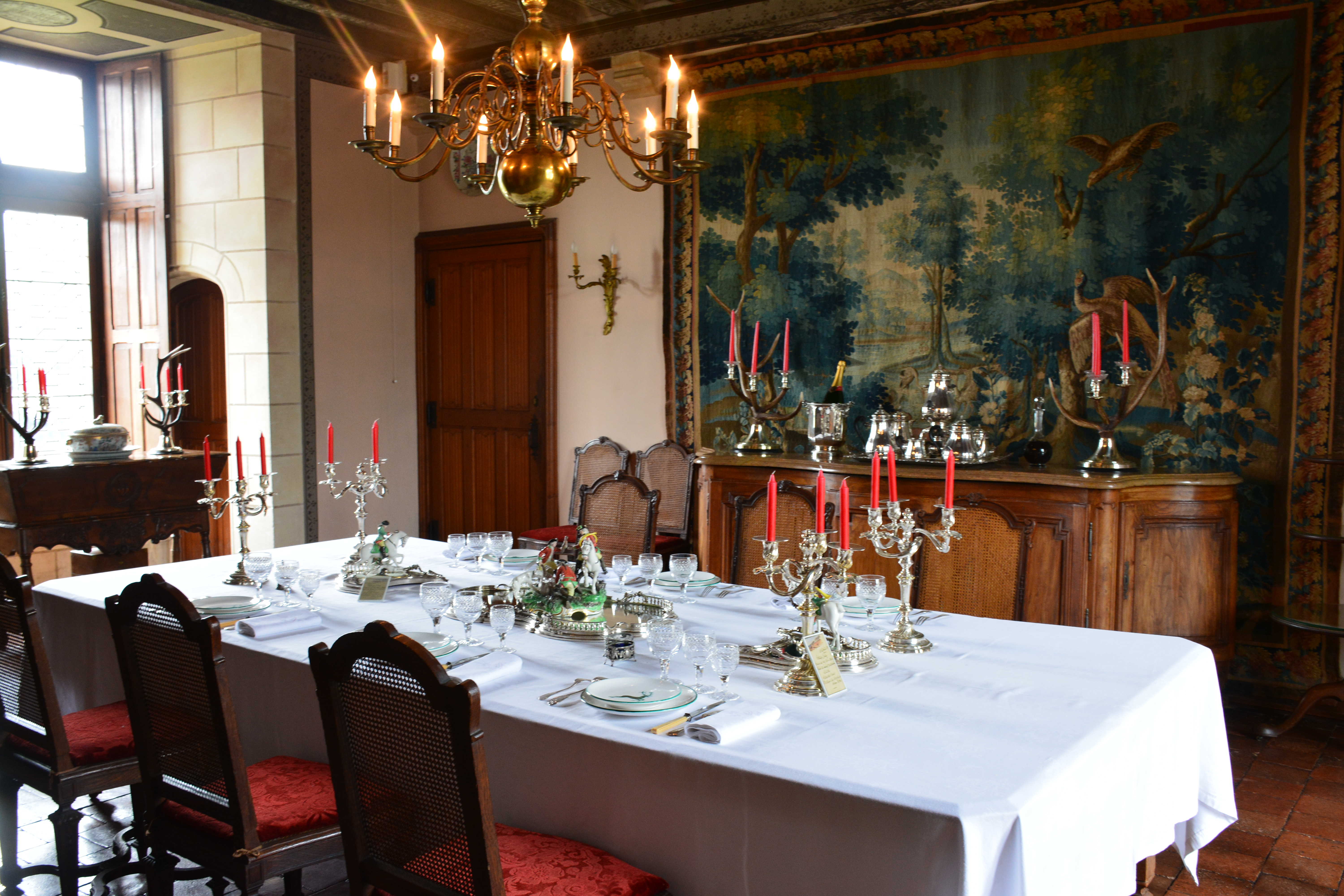
Salle à manger du château de Montpoupon
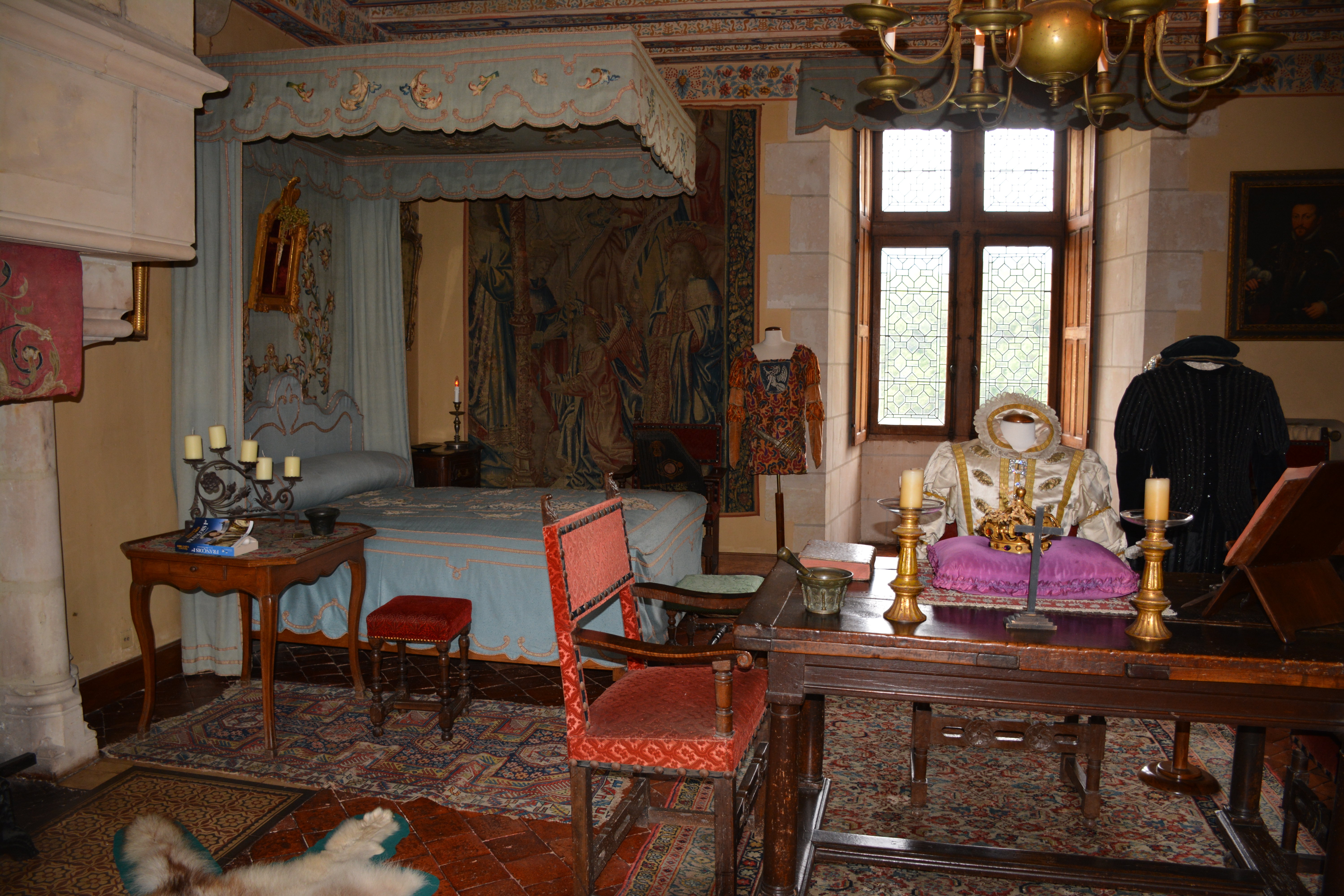
Chambre du roi, château de Montpoupon

## Lieux de tournage
- Les Trois Mousquetaires de Borderie en 1961
- Quentin Durward 1971, feuilleton de Gilles Grangier

### Reportages
- Sur France TV Info